# Baureno (Baureno)
Baureno is een bestuurslaag in het regentschap Bojonegoro van de provincie Oost-Java, Indonesië. Baureno telt 3320 inwoners (volkstelling 2010).